# چم سادات
چم سادات، روستایی در دهستان حومه شرقی بخش مرکزی شهرستان رامهرمز در استان خوزستان ایران است.
قلعه یزدگرد به مجموعه بناهایی مربوط به دوره ساسانیان، در این روستا قرار دارد. 

## جمعیت
بر پایه سرشماری عمومی نفوس و مسکن در سال ۱۳۹۵، جمعیت این روستا برابر با ۱۴۲ نفر (۴۰ خانوار) بوده‌است.